# Self-service
Self-service – pakiet aplikacji, które wspomagają działy IT w realizacji ich najważniejszych zadań udostępniając klientom IT oraz użytkownikom końcowym jeden, przejrzysty portal www umożliwiający:
- zamawianie usług IT (dostępność usług weryfikowana jest na podstawie katalogu usług);
- samodzielne odblokowania kont i reset haseł;
- poszukiwanie rozwiązań w Bazie Wiedzy;
- zgłaszania incydentów;
- inne.

Self Service służy także do zachęcania stosowania ustandaryzowanych procesów zdefiniowanych w katalogu usług, często opartych na ITIL. Wdrożenie usługi Self-service może ułatwić uzyskanie pomocy technicznej i równocześnie zmniejszyć obciążenie działu pomocy technicznej (Service/Helpdesk) danej firmy.